# Черно житно пиле
Черното житно пиле (Bradyporus dasypus) е вид едър безкрил скакалец от подсемейство Bradyporinae. Среща се само на Балканския полуостров, включително и в България.

## Разпространение
Черното житно пиле е балкански ендемит, срещащ се предимно в южните и източните части на полуострова. Днес се среща в ЮИ Румъния, Ю. Сърбия, Косово, голяма част от България и Северна Македония, С. Гърция и европейската част на Турция.
В миналото е намиран и в по-северни райони, включително и в Унгария, но ареалът му се е свил на юг. Днес се счита за изчезнал в Унгария, а в Сърбия и Румъния числеността му е намаляла и е изчезнал или много рядък в северните им райони. Популациите в Северна Македония и България са стабилни.

## Местообитание
Предпочита сухи и слънчеви тревисти местности с малко дървета и храсти, често се среща край гори и ниви. Вертикално е разпространен от низините до планините на 1 300 m надморска височина.

## Външен вид
Черното житно пиле е едър скакалец, достигащ дължина 47-58 mm (без яйцеполагалото). Почти цялото е черно с бронзов отблясък. Краката и страните на тялото могат да бъдат по-светли. Няма летателни крила, а тегмените са къси и изцяло скрити под преднегръба.
Женското Черно житно пиле има най-дълго яйцеполагало (по-дълго от задното бедро) сред Житните пилета (Bradyporus spp.) и това лесно го отделя от останалите видове. Задният край на церките на мъжките е заоблен и без зъбчета.

## Жизнен цикъл и поведение
От презимувалите яйца, през февруари÷май, се излюпват нимфите. В по-топлите и низинни райони, това става по-рано; а в по-високите и по-северни райони, излюпването е по-късно.
Нимфите линеят 6 пъти и през май-юни се появяват първите възрастни и се срещат до август-септември.
Подобно на някои други сродни видове, яйцата на B.dasypus понякога остават в диапауза две години преди да се излюпят.

### Хранене
Черното житно пиле е всеядно и се храни основно с разнообразни тревисти растения. Експериментално е установено, че приемат и храна от животински произход – гъсеници, храна за риби и дори себеподобни. Нещо повече – липсата на храна от животински произход увеличава смъртността и канибализма при нимфите в лабораторни условия. При имагото не се наблюдават негативни ефекти при липсата на животински протеини.

### Активност
Активни са предимно привечер и сутрин, когато се чуват и звуците на мъжките. През деня обикновено се крият в храсталаците, а рано през деня могат да бъдат видяни да се припичат върху класовете на житните растения. Песента на стридулиращите мъжки е силна и монотонна, с продължителност 30÷60 сек. Състои се от около 40 импулса в секунда. Импулсите са с широк честотен спектър, най-интензивни в диапазона 9÷12 KHz. Женските също могат да стридулират, но по-кратко и по-слабо.

### Защита
При опасност, Черното житно пиле най-често остава неподвижно на земята. Понякога обаче използва рефлексно кървене за защита, при което повдига преднегръба си и отделя от него жълто-кафява отблъскваща хемолимфа.